# Salvaleón (Cáceres)
Salvaleón fue una localidad española, despoblada en la actualidad, ubicada en el actual término municipal de Valverde del Fresno, perteneciente a la provincia de Cáceres, en la comunidad autónoma de Extremadura.

## Geografía
Se encuentra junto a la confluencia de los ríos Basádiga y Eljas.

## Historia
La localidad, una antigua villa, fue cabeza de encomienda de la Orden de Alcántara. De ella dependían otras localidades como Valverde y Cilleros. Tras ser poblada y despoblada varias veces durante la guerra de sucesión, quedó finalmente abandonada. El lugar aparece descrito en el decimotercer volumen del Diccionario geográfico-estadístico-histórico de España y sus posesiones de Ultramar de Pascual Madoz de la siguiente manera:

SALVALEON: v. desp. en la prov. de Cáceres, part. jud. de Hoyos, térm. de Valverde del Fresno: sit. á 1 1/2 leg. de esta v., fue cab. de encomienda de la órden de Alcántara, y de ella dependian las actuales v. de Valverde y Cilleros y algun otro pueblo de la comarca: estuvo fortificada y fue poblada y desp. varias veces durante la guerra de sucesion, quedando por último abandonada.
(Madoz, 1849, p. 711)